# Deserto (distrito de Itapipoca)
Deserto é um distrito do município de Itapipoca, no estado do Ceará.